# Pethia padamya
Pethia padamya е вид лъчеперка от семейство Шаранови (Cyprinidae).

## Разпространение
Видът е разпространен в Централен Мианмар.